# Алис Купър
Алис Купър (на английски: Alice Cooper, рожденото му име е Винсънт Деймън Фурние) e американски рок певец, текстописец и музикант, чиято кариера продължава вече повече от половин век. Купър успешно комбинира хорър филми, водевили, хевиметъл и гаражен рок с концертните си представления, включващи гилотини, електрически столове, фалшива кръв и змии, за да създаде жанр, станал известен като шок рок.
Първоначално Alice Cooper е име на група, в която участват Фурние (вокали и хармоника), Глен Бъкстън (китара), Майкъл Брус (ритъм китара), Денис Дънауей (бас) и Нийл Смит (барабани). Бандата пробива на международната сцена през 1971 г. с хита „I'm Eighteen“ (от албума „Love It to Death“), който е последван от дори по-успешния „School's Out“ (1972). Албумът „Billion Dollar Babies“ се смята за връх в кариерата им (що се отнася до продажби).
Соловата кариера на Фурние започва след като взима името на групата и издава през 1975 г. концептуалния албум „Welcome to My Nightmare“. През 2008 г. издава 18-ия си студиен албум „Along Came a Spider“. Купър надраства гаражния рок и глем метъла и през годините експериментира с концептуален рок, арт рок, хардрок, ню уейв, поп рок, експериментален рок и индъстриъл рок.
Извън сцената Купър е известен с приятелската си и духовита персона. Той спомага да се изгради звученето и представянето на хевиметъла и (според Дъ Роулинг Стоун Албум Гайд) е човекът, който „пръв представя хорър имиджа на рок'н'рола и чиито сценични представления трайно трансформират жанра“. Освен музикант, Алис Купър е и филмов актьор, голф играч, ресторантьор и радио водещ (от 2004 г.) на класическото рок предаване „Нощи с Алис Купър“.

## Ранен живот и кариера
Рожденото име на Алис Купър е Винсънт Деймън Фурние. Роден е в Детройт, Мичигън, в семейството на Ела Мей и Етър Морони Фурние. Дядо му, Трумън Силвестър Фурние е проповедник в Църквата на Исус Христос в Пенсилвания. Бащата на Винсент е старейшина в същата църква. След поредица детски болести семейството се мести във Финикс, Аризона.
През 1964 г., когато е на 16, Винсънт участва в местно годишно шоу за намиране на таланти и се свързва със свои приятели от отбора по маратон, за да вземат участие в представлението. За име си избират The Earwigs (в превод Щипалките) и тъй като не можели да свирят на никакви инструменти се облекли като Бийтълс и ги имитирали. Групата победила в състезанието и била толкова въодушевена, че решили да се научат да свирят. Сменили името си на The Spiders (в превод Паяците), като в състава влизали Фурние на вокали и хармоника, Глен Бъкстън на китара, Джон Тотъм на ритъм китара, Денис Дънауей – бас и Джон Спиър на барабаните. В музикално отношение групата е вдъхновена от групи като Бийтълс, Ролинг Стоунс, Дженис Джоплин, Дъ Ху, Дъ Кинкс и Дъ Ярдбърдс. През следващата година групата редовно свири в района около Финикс, като в задната част на сцената имало голяма паяжина. През 1965 г. записват първия си сингъл „Why Don't You Love Me“ (оригиналът е на Дъ Блекуелс).
През 1966 г. членовете на групата завършват гимназия. Майкъл Брус заменя Джон Тотъм на ритъм китарата и групата записва първия си местен радио хит „Don't Blow Your Mind“ (оригинална композиция). През 1967 г. групата започва да прави редовни пътувания до Лос Анджелис. В този период променят името си на The Nazz (Дъ Наз) и издават сингъла „Wonder Who's Lovin' Her Now“, като Б-страна е „Lay Down And Die, Goodbye“. Тогава барабаниста Джон Спиър е заменен от Нийл Смит. В края на годината групата се установява в Лос Анджелис за постоянно.
През 1968 г., след като научават, че Тод Рундгрен също има група с името Nazz, групата отново сменя името си. Фурние осъзнава, че им трябва ефектно име, което да привлича вниманието, и че останалите групи не използват максимално ефективно сцената. Той избира името Alice Cooper, както за име на групата, така и за свое собствено. Според публикации в пресата от този период, това име се „родило“ след сеанс с дъска за викане на духове, според която Алис Купър е вещица от 17 век. Независимо от това, вече е всеизвестно, че това е измислица. Тогава групата разбира, че концепцията за мъж играещ ролята на вещица в дрипи и носещ грим определено има потенциал да причини социални спорове и да се появи на първите страници. Групата вече е в състав Алис Купър (вокал), Глен Бъкстън (китара), Майкъл Брус (ритъм китара), Денис Дънауей (бас) и Нийл Смит (барабани). Купър, Бъкстън и Дънауей учат изкуство в университет и са почитатели на работата на Салвадор Дали, която ще ги вдъхновява в бъдеще.
Една вечер по време на гиг във Венис групата успява да опразни заведението след десетина минути свирене. След „изпълнението“ при тях дошъл мениджъра Шеп Гордън. Той успял да им уреди прослушване при известния композитор и продуцент Франк Запа, който търсел нестандартни групи за звукозаписната си компания Straight Records. Срещата била насрочена за седем часа в къщата на Запа, но групата погрешно решила, че става въпрос за седем сутринта. Така събудили Запа рано сутринта, а той бил толкова впечатлен от тях и свиренето им, че подписали договор за три албума. Освен това Запа назначил GTOs (група групита от 60-те, издали единствения си албум през 1969 г. „Permanent Damage“, продуциран от Запа) да се занимават с визията на момчетата и така изиграл важна роля в ранните им години на сцената. Първия от трите албума които издават е „Pretties for You“, който въпреки че остава седмица в класациите в САЩ е посрещнат с неодобрение от критиката и е търговски провал.
След сценично представление с жива кокошка на сцената Купър печели вниманието на пресата и групата се превръща в таблоидна сензация и създава нов поджанр наречен шок рок. Купър твърди, че известния „номер с кокошката“ от фестивал в Торонто през септември 1969 г., всъщност е инцидент. Кокошката някакси е стигнала до сцената, а Купър, който нямал опит с домашни животни, видял крилата и решил, че може да лети. За това я взел и хвърлил над публиката в очакване птицата да полети. Вместо това обаче, тя се приземила в първите редове, които били заети от инвалиди в колички, които според слуховете разкъсали кокошката. На следващия ден историята била в повечето вестници в страната и Запа се обадил на Купър, за да разбере дали историята, че вокалиста е откъснал главата на кокошката и е изпил кръвта и, е истина. Купър отрекъл, но Запа му казал каквото и да става да не отрича, виждайки, че такава реклама би била безценна за групата.
Въпреки отзивите за „номера с кокошката“, групата издава следващия си албум „Easy Action“ през 1970 г., който има същата съдба като предшественика си. След това Warner Bros. купуват Straight Records. Alice Cooper получават повече реклама и внимание от новия си издател. По това време на групата и писнало от безразличието на калифорнийската публика към музиката им и се преместили в Детройт, където странния им звук е по-добре приет. Групата остава там до 1972 г.

## 70-те
В началото на седемдесетте след два неуспешни албума Alice Cooper са предоставени на продуцента Боб Езрин за третия им албум със Straight Records и това бил последния шанс на групата да направи хит. Този хит станал „I'm Eighteen“, издаден през ноември 1970 г. и достига 21-во място в Билборд. Последвалия албум е озаглавен „Love it to Death“ (февруари 1971 г.) и с него групата пробива в мейнстрийма, като достига №35 в Билборд 200. Това е първият от единадесетте албума продуцирани от Езрин, който явно успява да развие потенциала им. Смесицата от глем звученето и насислствените сценични представления отличават Alice Cooper сред хипи групите от този период.
Тесните костюми с пайети, създадени от Синди Дънауей (сестра на барабаниста на групата Нийл и жена на Денис) и сценичните представления включващи пародиини сбивания и готически мъчения, въведени от Купър, са в противовес на съвременното общество. Поради тази причина Купър трябва да бъде наказван за неморалното си поведение и един от първите способи за това е екзекуцията му по време на представление на електрически стол.
Успехът на сингъла, на албума и турнето през 1971 г., което е първото им и изключително успешно турне в Европа (част от публиката били Елтън Джон и Дейвид Бауи) са достатъчно основание за Warner Bros да предложат на групата нов договор.
Последвалия албум „Killer“ (1971) продължава комерсиалния успех на „Love It To Death“ и добавя още успешни сингли като „Under My Wheels“ и „Be My Lover“, а също и „Halo Of Flies“, който влиза в Топ 10 в Холандия. В тематично отношение е продължена насилническата линия следвана на сценичните представления и така става фон за изпълнения с боа около врата на Купър и насичането с брадва на кървави мъртви бебета. Като добавка метода на екзекуцията бил променен на обесване. В средата на 1972 г., концертите на Купър вече били скандално известни, но това, от което групата имала нужда бил голям хит.
Същото лято излиза сингъл озаглавен „School's Out“. Той влиза в Топ 10 в САЩ, става #1 в Англия и до днес е често пускан по рок станциите. Албумът със същото име достига второ място в американските класации и се продава в над милион екземпляра. Тогава групата се мести в Гринуич (Кънектикът), а садиста от концертите се превъплъщава като мачо и разглезено дете. Следват турнета в САЩ и Европа, който затвърждават позициите на групата като печелят нови фенове и ужасяват родителите им. Освен това в Англия е забранено излъчването на видеото на „School's Out“ по ВВС и има петиции за забрана на групата да концертира в страната. Това обаче не оказва негативно влияние върху популярността на групата и те са първите учатсвали в телевизионното шоу ABC In Concert през септември 1972 г. А през февруари 1973 г. излиза най-големия комерсиален успех на групата „Billion Dollar Babies“. Той стига #1 и в САЩ и във Великобритания и е считан от много критици за креативния връх на групата. „Elected“ е хит от албума, излязъл през 1972 г., който вдъхновява една от първите промоционални видео-истории излъчвани по MTV (първообраз на днешния видеоклип) и то три години преди „Bohemian Rhapsody“ на Куийн). „Elected“ е последван от още два хита от английския Топ 10 „Hello Hooray“ и „No More Mr Nice Guy“, като втория е последния английски хит от албума (в САЩ достига #25). Заглавното парче от албума, в което участва като гост вокал и Донован, също става хит в САЩ. Поради здравословни проблеми на Глен Бъкстън в този период Мик Машбир се включва в групата (той свири и в „Muscle of Love“, но името му не е добавено към състава).
С успешен концептуален албум и няколко хит сингъла, групата тръгва на изтощтително турне в САЩ. Продължаващите опити на политици и групи за натиск да забранят концертите им само подхранват мита за Алис Купър и засилват публичния интерес. Турнето от 1973 чупи бокс офис рекордите на Ролинг Стоунс и издига театралния рок до нови висини; на сцената на няколко нива се осъществявали безброй специални номера и ефекти вклчително Billion Dollar Bills, обезглавяване на бебета и манекени, зъболекарска психоза и танцуващи зъби и екзекуция с гилотина. Гилотината и другите сценични номера са проектирани от фокусника Джеймс Ранди, който в някои представления участва като екзекутор. Групата вече е достигнала върхът си и е сред най-забележимите в музикалната индустрия. (Сценичното поведение на Купър ще повлияе на редица бъдещи групи, включително Kiss, Blue Öyster Cult, GWAR, W.A.S.P. и Мерилин Менсън). Въпреки това обаче непрекъснатите концерти започват да взимат своето от групата. По това време Купър е под постоянното напрежение на „влизането в образ“ за вечерното представление и постоянно „е съпровождан“ от кутийки бира.
„Muscle of Love“ е издаден през 1973 г. и е последния издаден от класическия състав, както и последния съдържащ сингъл влязъл в Топ 20 във Великобритания през 70-те – „Teenage Lament '74“. Основната песен е записана за филма с Джеймс Бонд „Мъжът със златния пистолет“, но вместо нея е избрана друга песен със същото име от Лулу. До 1974 г., „Muscle of Love“ не достига висините на своите предщественици и в групата започват непрекъснати неразбирателства. Купър иска да засили театралността, която им е донесла славата, а останалите мислят, че трябва да я намалят и да се концентрират върху музиката. Като резултат от това групата решава, да си вземе почивка.
По това време Купър се мести отново в Лос Анджелис и започва редовно да участва в телевизионни предавания като „Холивудски квартали“, а Warner Bros. издават компилацията „Alice Cooper's Greatest Hits“, която се класира по-добре от Muscle of Love (влиза в Топ 10 в САЩ). Освен това излиза видеото „Good To See You Again, Alice Cooper“, което съдържа основно концертни материали, слаба история и „комични“ скечове. Видеото се прожектира в малко автокина и няма голям комерсиален успех.
През 1975 г. Купър издава първия си соло албум, който отбелязва края на връзката му с оригиналния състав на Alice Cooper. Заедно с продуцента Боб Езрин и китариста на Лу Рийд Дик Вегнър записват „Welcome To My Nightmare“. Благодарение на баладата „Only Women Bleed“, достигнала Топ 20 в САЩ, Atlantic Records издават албума през март и той влиза в Топ 10. Това е концептуален албум, основан на кошмара на дете наречено Стивън. Участва и разказвача от класически хорър филми Винсент Прайс (няколко години по-рано е участвал в „Thriller“ на Майкъл Джексън), като той послужва за саундтрак на новите представления на Купър, които вече включват и циклопи високи осем фута, които Купър обезглавява и убива.
Независимо от всичко, по това време алкохола започва да се отразява върху качеството на концертите на Купър. По време на турнето за албума, на концерта във Ванкувър певецът се клатушкал около прожекторите и в крайна сметка съборил няколко и си разбил главата. Част от феновете помислили, че това е част от шоуто и се пресягали през бариерите, за да докоснат окървавения Купър. След намеса на персонала Купър е откаран в болница, където зашили раната му и му дали медицинска шапка. След няколко часа, той се върнал на сцената и се опитал да изпълни още няколко песни, но след минути осъзнал, че ще трябва да отмени концерта.
Освен турнето, като добавка към албума през април 1975 г. се излъчвали телевизионните серии „Кошмарът“, в което участвали Купър и Винсент Прайс. Това е първият видео рок албум (през 1983 г., който е номиниран за Грами в категорията „Най-добро пълнометражно музикално видео“) и се счита за повратен момент в историята на рок музиката. Освен всичко това е издаден (през 1976 г.) и концертен филм със същото име от представлението на стадион Уембли в Лондон от 1975 г. Въпреки че няма комерсиален успех, по-късно става „нощен филм“ (понятие за късни хорър филми излъчвани през 50-те, а след това и през 70-те и 80-те години). Така Купър запазва славата и успеха си, а предишната му група потъва в забвение. В този период певеца става съ-основател на бара „Холивудски вампири“, което му дава още един повод да засити апетита си за алкохол.
След „I Never Cry“ (1976), два албума („Alice Cooper Goes to Hell“ и „Lace and Whiskey“) и още една балада („You and Me“), по време на турнето през 1977 г., става ясно, че Купър има отчаяна нужда от помощ за алкохолизма си (в най-лошия му период, се говори, че пиел по две каси бира и шише уиски на ден). След турнето, Купър е хоспитализиран в клиника в Ню Йорк за лечение, по времето на което излиза концертния „The Alice Cooper Show“. Преживяванията му в санаториума вдъхновяват полу-автобиографичния „From The Inside“ (1978), в написването на който участва и Бърни Топин. Албума ражда нов хит – „How You Gonna See Me Now“ (№12 в САЩ), който също е балада за страхът на Купър от реакцията на жена му, когато се върне от клиниката. Последвалите концерти се състояли на фона на лудница и били заснети за видеото „The Strange Case of Alice Cooper“ (1979). В този период Купър изпълнява „Welcome To My Nightmare“, „You and Me“ и „School's Out“ в Мъпет Шоу – той играе последовател на дявола, който се опитва да подмами Жабока Кърмит и Гонзо да му продадат душите си. След това участва и във филма на Мей Уест „Секстет“. Освен това събира пари от звезди за ремонтиране на надписа „Холивуд“ в Калифорния, като самия той дарява 27 000 долара, купувайки буквата „О“ в памет на своя приятел, комикът Граучо Маркс.

## 80-те
Албумите на Купър от началото на 80-те „Flush the Fashion“, „Special Forces“, „Zipper Catches Skin“ и „DaDa“ не са толкова успешни колкото предшествениците си, а певецът твърди, че е страдал от остра алкохолна амнезия и не помни записите на последните два. „Flush the Fashion“ е продуциран от продуцента на Queen Рой Томас Бейкър има особено ню уейв звучене, което обърква дори дългогодишните фенове на Купър, независимо, че вкарва още един хит в Топ 40 „Clones (We're All)“. „Special Forces“ представя по-агресивен, но също ню уейв стил и включва нова версия на „Generation Landslide“. Последващия „Zipper Catches Skin“ е пауър поп албум, съдържащ доста чудати китарни звуци. След трите експериментални албума, през 1983 г., Купър подновява работата си с продуцента Боб Езрин и китариста Дик Уегнър със заразителната епопея „DaDa“, който е и последния му албум с Warner Bros.
През същата година, след запсването на албума, Купър е хоспитализиран повторно заради алкохолизма си. В иключително лошо състояние, той е преместен във Финикс, Аризона, за да се опита да спаси бракът си и да получи подкрепата на семейството и близките си. През есента излизат „DaDa“ и видеото „The Nightmare“, Купър вече е чист и трезвен. И двата не оправдават очакванията. Дори номинацията на „The Nightmare“ за Грами в категорията Най-добро дългосвирещо музикално видео (губи от Дюран Дюран) не е достатъчно за Warner Bros да запазят Купър и през 1984 г., за първи път в кариерата си, певецът става свободен агент.
След повече от година, прекарана в ролята на баща, усъвършенстване на голф уменията си и участие в испанския хорър „Чудовищно куче“, Купър решава да събере парчетата от музикалната си кариера и през 1985 г. се среща и започва да пише песни с китариста Кейн Робъртс. След това подписва договор с MCA Records и се появява като гост-звезда в песента на Twisted Sister „Be Chrool To Your Scuel“. Записано е и видео, в което участва и Купър с черния си грим (за първи път от 1979 г.). Видеото не добива голяма популярност, тъй като е забранено поради кървавия грим (направен от Том Савини) на многото зомбита и неутолимия им глад за човешка плът.
През 1986 г. Алис Купър официално се завръща в музикалната индустрия с албума „Constrictor“. От него се раждат хитовете „He's Back (The Man Behind the Mask)“ (музикална тема в петата част на „Петък 13-и: Джейсън е жив“; във видеото на Купър е дадена роля на побъркан психиатър) и любимия на феновете „Teenage Frankenstein“. Албума е катализатор на триумфалното завръщане на Купър на пътя, подходящо озаглавено „The Nightmare Returns“ („Кошмарът се завръща“). Концертът в Детройт е на хелоуин и е записан за видеото „The Nightmare Returns“ е считан за едно от най-добрите му концертни изпълнения. Представлението е често обсъждано в рок пресата, където се казва, че показва „насилствените, извратени концертни фантазии на Купър на новото поколение“, показва един прероден и трезвен Алис Купър, който е по-зъл и демонстрира пълно владение на сцената и музиката в поредица от подходящо хореографирани и безупречно изпълнени песни от цялата му кариера, включващи пълния му репертоар от каскади, ефекти, черен хумор и хорър. „Constrictor“ е последван от „Raise Your Fist and Yell“ (1987), който звучи дори по-твърдо от предшественика си и съдържа класиката „Freedom“. Последвалото турне е вдъхновено от популярните хоръри по това време, каквито са „Петък 13-и“ и „Кошмарите на улица Елм“ и представлява шокиращ спектакъл породил спорове най-вече в Европа и припомнил за обществената реакция срещу Купър от началото на 70-те в Америка. Във Великобритания членът на лейбъристите Дейвид Блънкет иска концертите да бъдат забранени, заявявайки: „Ужасен съм от държанието му – то минава границите на забавлението“. Споровете преминават и в Германия, където немското правителство успява да забрани част от по-кървавите сцени. Освен това на концерта в Лондон, Купър претърпява почти фатален инцидент по време на обесването си в края на представлението. Публичността, която инцидента получава само повшава интереса на публиката и ускорява продажбата на билетите.
„Constrictor“ и „Raise Your Fist and Yell“ са записани с китариста Кейн Робъртс и басиста Кип Уингър, които ще напуснат групата в края на 1988 г. (въпреки това Робъртс свири в „Bed Of Nails“ през 1989 г.). Робъртс ще започне соло кариера, а Уингър ще създаден Winger.
През 1987 г. Купър има епизодична роля на пътуващ музикант в хоръра „Принца на мрака“, режисиран от Джон Карпентър. Ролята няма реплики и се състои главно в заплашване на главния герой преди да бъде набит на рамка на колело. Певецът участва и в Кеч мания 3, където придружава до ринга Джейк „Змията“ Робъртс. След края на мача Купър взима змията на Джейк и я хвърля по мениджъра на Дъ Хонки Тонк Мен Джими Харт.
През 1988 г. изтича договорът на Купър с MCA Records и той подписва с Epic Records. След това, през 1989 г., кариерата му е истински съживена с продуцирания от Дезмънд Чайлд „Trash“, от който се ражда хита „Poison“, който става №2 във Великобритания и №7 в САЩ.

## 90-те
През 1991 г. Купър издава 19-тя си студиен албум озаглавен „Hey Stoopid“, който насред гръндж експлозията не успява да постигне комерсиалния успех на „Trash“, въпреки че и тук участват няколко музикални гост-звезди. Същата година е издадено и видеото „Alice Cooper: Prime Cuts“, което преминава през цялата кариера на Купър и включва интервюта с певеца, Боб Езрин и Шеп Гордън. Един критик отбелязва как „Prime Cuts“ показва как Купър използва (за разлика от подобни артисти, които го наследяват) теми от сатирата и морализацията, за да постигне такъв добър ефект през цялата си кариера.
В началото на 90-те Купър вече е станал културна икона, която участва в записите на най-известните групи по това време като Guns N' Roses (в албума „Use Your Illusion I“, където пее с Аксел в „The Garden“); има малка роля на лош пастрок на Фреди Крюгер от поредицата „Кошмарите на улица Елм“ в епизода „Смъртта на Фреди: Последния кошмар“ (1991); прави известна комедията от 1992 г., „Светът на Уейн“, в която той и групата му дискутират (след изпълнение на „Feed My Frankenstein“) историята на Миуоки в изненадващи подробности.
Купър издава „The Last Temptation“ през 1994 г., който е вторият му концептуален албум след „DaDa“, който се занимава с въпросите на вярата, изкушението, отчуждаването и неудовлетвореността на съвременния живот. Албума е описан като "борбата на млад човек да намери истината сред безумието на „страничните атракции“ на съвременния свят". Едновременно с излизането на албум, на пазара е пусната и серия от три комикса, създадени от Нийл Геймън, разказващи историята от албума. Това е последния албум на Купър с Epic Records, а също и последния му студиен албум за следващите шест години. В този период излизат концертния „A Fistful of Alice“, а Купър участва в записите на песента „The Great Milenko“ на Insane Clown Posse. През 1999 г. е издаден бокс-сет от четири диска, озаглавен „The Life and Crimes of Alice Cooper“, към който е включена и биографията на Купър „Алкохол и бръснарски ножчета, отрова и игли: Невероятно злочестата разлика на Алис Купър“, написна от Джефри Морган.
По време на отсъствието си от студиото, Купър концертира всяка година да края на 90-те, като през 1996 г. в турнето е включена и Южна Америка, която не е посещавал от 1974 г. През същата '96 година играе ролята на Ирод в лондонската версия на „Исус Христос суперзвезда“.

## 2000-ните
Началото на новия век е период на активност за Купър, който минава шейсетте години, но въпреки това концертира редовно и издава поредица от студийни записи. В този период той е награден с редица отличия, включително през 2007 г., наградата Скрийм в категорията Rock Immortal; получава звезда на алеята на славата през 2003 г.; през май 2004 г., получава почетна докторска степен от университета Гранд Кениън; през май 2006 г., са му предадени ключовете от Алис (Северна Дакота); печели наградата за жива легенда (2006); печели Герой на 2007 г., на Моджо; а и феновете се опитват на два пъти да го въведат в Рок'н Рол залата на славата.
Паузата в студийните му записи е прекъсната през 2000 г., когато излиза „Brutal Planet“, който е завръщане към хорър линията в хевиметъла, в която се чувства и влияние от индъстриъл метъла. Албумът описва жестокостта на съвременния свят като показва антиутопичното постапокалиптично бъдеще, вдъхновено от поредица репортажи по CNN. Албумът е продуциран от Боб Марлет, а дългогодишния сътрудник на Купър Боб Езрин е изпълнителен продуцент. Последвалото турне включвало дати в Русия (за първи път) и е успех заснет за „Brutally Live“ (2001). В една от сцените Бритни Спиърс (изиграна от дъщерята на Купър) е представена като „всичко, което публиката ми мрази – мекотата на рок енд рола... сладостта му“ и е екзекутирана от певеца.
Следва албумът „Dragontown“, който в звуково отношение е подобен и също е добре приет (продуциран е отново от Марлет). Албумът е описан като завеждане на слушателя по „кошмарен път в ума на оригинално концептуален разказвач“, а според Купър това е „най-лошия град на бруталната планета“. Също като „The Last Temptation“, и „Brutal Planet“ и „Dragontown“ са албуми показващи личните верски виждания на Купър.
За албума от 2003 г., Купър се завръща към по чистия и сух звук. В „The Eyes Of Alice Cooper“ Купър работи с по-млади музиканти, с които успява да модернизира звученето си, като това често води до изненадващо добри резултати. В последвалото турне е наблегнато повече на музикалната част и за това театралните номера са понамалени. По време на тези концерти се вижда, че песните от класическия период на Купър са изключително остроумни, мелодични и уникални.
Радио предаването на Купър „Нощи с Алис Купър“ започва да се предава на 26 януари 2004 в няколко града в САЩ. Излъчва се класически рок, певецът разказва лични истории от живота му на рок икона, а и интервюира рок изпълнители. Към този момент шоуто е предавано по близо 100 станции в Канада и САЩ и се продава из целия свят. През 2006 г. започва да се излъчва като „Обедното шоу“ във Великобритания (през юни започва предаване и в Ирландия).
За 24-тия си студиен албум Алис възприема същия подход както при „The Eyes Of Alice Cooper“. „Dirty Diamonds“ е издаден през 2005 г. и е най-високото достижение на Алис в класациите от 1994 (албумът „The Last Temptation“) насам. Следват няколко концерта в Европа, включително и участие на фестивала в Монтрьо, където участва и барабаниста на Kiss Ерик Сингър, което е записано за DVD-то „Alice Cooper: Live at Montreux 2005“. Един критик, коментирайки видеото заявява, че Купър „все още минира същата територия на тийнейджърски бунт и протест“ която владее вече повече от 30 години. През август започва американско и австралийско турне.
На 1 юли 2007 г., Купър пее в дует с Мерилин Менсън на Бест Фест в Букурещ, Румъния. Това е един вид помиряване, след като преди това Купър има разногласия с Менсън за открито антихристиянските му прояви на сцената, включващи късане на библии. Освен това Купър прави саркастични забележки относно облеклото на Менсън. И двамата певци са предмет на стотици страници посветени на значението на младежките антигерои.
През юли 2008 г., след много отлагане е издаден „Along Came a Spider“ – 25-ия му албум, който достига #53 в САЩ и #31 във Великобритания. Албумът разказва за гротесктните прояви на сериен убиец наречен „Паяка“, който използва човешки крайници, за да създаде човешки паяк. Тук се разкрива и връзка между Паяка и по-стар сериен убиец на Купър наречен Стивън. Като цяло „Along Came a Spider“ получава добри отзиви, въпреки мнението на списание Ролинг Стоун, че на албума му липсва приносът на Боб Езрин.

## Влияния
По време на интервю през 1986 г. Купър смайва интервюиращия Джонатан Кинг, заявявайки, че любимата му група на всички времена е The Yardbirds. Това всъщност не е толкова изненадващо, тъй като Купър през 1969 г., влизайки в студиото за записа на новия си албум, заява, че той ще съдържа музика от средата на 60-те и по-специално британски групи като Beatles, Who, Rolling Stones, както и The Yardbirds, които са му повлияли най-много. По-късно Купър ще покаже и пристрастията си към The Who, като вземе участие в концертния „A Celebration: The Music of Pete Townshend and The Who“ (1994) записан в Карнеги Хол, а през 2000 г. изпълнява кавър на „My Generation“ по време на турнето за „Brutal Planet“.
През 2007 г., по време на интервю с Ози Озбърн в радио предаването си, Купър още веднъж изказва почитта си към тези групи и в частност към Beatles. По време на разговора Купър и Ози обсъждат ниското ниво на текстовете на съвременните рок изпълнители. Според Алис причината е, че някои от новите групи са „забравили да слушат Бийтълс“.
На 25-ата годишнина от филма „Кабаре“, Лайза Минели заявява, че нейният добър приятел Алис Купър, веднъж и казал, че кариерата му е базирана на този филм.

## Религия и политика
Въпреки че първоначално избягва да дискутира публично религиозните си убеждения, напоследък Алис Купър все по-открито говори за това че е „новороден“ християнин. Когато през 2001 г. в интервю за британския Съндей Таймс Купър е запитан как бунтовник шок-рокер може да е християнин, певецът отговаря: „Пиенето на бира е лесно. Разбиването на хотелска стая е лесно. Но да си християнин, това е трудно. Това е истинския бунт!“.
През цялата си кариера Купър никога не е смесвал музиката с политиката, запазвайки политическите си възгледи за себе си. Той дори не веднъж е критикувал рок музиканти, които смесват двете. През 2004 г., по време на президентските избори в САЩ, когато повечето рок звезди концертират в подкрепа на кандидата на демократите Джон Кери, Купър заявява, че те са „слабоумни предатели“. В последвалите спорове Купър уточнява в официално изявление, че измяната е не към държавата, а към духът на рока.
В интервю от 2008 г., Купър заявява, че кандидатът за вицепрезидент на републиканците Сара Палин е „глътка свеж въздух“, но и че се колебае между републиканската и демократическата партия.

## Личен живот
По времето, когато групата Alice Cooper подписва със звукозаписната компания на Франк Запа, Мис Кристийн от GTOs става приятелка на Купър. Мис Кристийн (чието истинско име е Кристин Фрка) умира на 5 ноември 1972 г., от свръхдоза. Друга дългогодишна приятелка на Купър е Синди Ланг, с която живее заедно няколко години. Разделят се през 1975 г. Ланд съди Купър за издръжка, като делото влиза в съда в началото на 80-те. След раздялата си с Ланг, Купър за кратко е свързан с актрисата секс символ Ракел Уелч. След това Купър напуска Уелч, за да се ожени на 20 март 1976 г., за учителката по балет и хореограф Шерил Годард, която участва в шоуото на Алис Купър между 1975 и 1982 г. През ноември 1983 г., на върхът на алкохолизма на Купър, Шерил попълва молба за развод, но в средата на 1984 двамата се сдобряват и оттогава насам са заедно. В телевизионно интервю през 2002 г. Купър заявява, че никога не е мамил жена си през всичкото това време. Двамата имат три деца: Калико Купър (р. 1981) е актриса и певица и участва в концертите на баща си от 2000 г., насам; Даш (р.1985) е студент в университета в Аризона и свири в група наречена Runaway Phoenix (Рънауей Феникс); и най-малката Сонора, родена през 1993 г.
Купър е голям почитател на „Семейство Симпсън“ и е помолен да измисли сюжет за изданието на Бонг Комикс „Къщата на ужасите на дървото на Барт Симпсън“ (септември 2004 г.). Сюжетът включвал Хоумър представен като Джейсън Ворхес от „Петък 13-и“ и Алис, които вилнеят из Спрингфийлд.
През 1986 г., когато Megadeth (Мегадет) откриват концертите на Купър в САЩ, певецът забелязва, че групата злоупотребява с наркотиците и алкохола и опитва да им помогне да се справят с този проблем. Оттогава той е близък приятел с Дейв Мъстейн (самият мъстейн счита Купър за свой кръстник). След като побеждава своята пристрастеност към алкохола в средата на 80-те Купър започва да помага на други рок музиканти, които се борят със зависимостите си. Като признание за помощта му, той получава наградата на Стиви Рей Вон на четвъртия годишен благотворителен концерт в Лос Анджелис.
Собствеността върху името Алис Купър често е давана като пример от адвокати и професори по право, за ценността на авторското право и търговските марки. Тъй като първоначално Алис Купър е името на цялата група, а не само на вокала (също като Юрая Хийп, Джетро Тъл и др), Купър плаща всяка година на оригиналния състав на групата за правото да използва името с търговска цел.

## Дискография
Главна статия Дискография на Алис Купър.

## Алис Купър в България
Алис Купър е гостувал с групата си два пъти в България. Първият концерт е изнесен на 29 юли 2000 година на стадион „Академик“ в София, като част от световното му турне „Live From the Brutal Planet“ в подкрепа на албума „Brutal Planet“. Заедно с него при това гостуване са барабанистът Ерик Сингър и клавиристът Теди „Зиг Заг“ Андреадис, който е работил и с Гънс Ен' Роузис.
Второто гостуване на Купър в България е на 6 юли 2008 година в рамките на „Калиакра Рок Фест“ в Каварна. Неговото представление е във втората вечер на тридневния фестивал. С този концерт, Купър стартира турнето си в подкрепа на албума „Along Came A Spider“.
- 2000 София – Стадион „Академик“
  - Състав:
    - Алис Купър – вокал
    - Раян Рокси – китара
    - Питър Фризън – китара
    - Грег Смит – бас
    - Ерик Сингър – барабани
    - Теди „Зиг Заг“ Андреадис – клавишни
- 2008 Каварна – Стадион „Каварна“
  - Състав[5]:
    - Алис Купър – вокал
    - Кери Кели – китара
    - Джейсън Хук – китара
    - Чък Гарик – бас
    - Ерик Сингър – барабани
    - Калисо Купър – клавишни